# Los Arcos vízvezeték
A Los Arcos vízvezeték (spanyol nevén: Acueducto de Los Arcos, a név jelentése: „a boltívek”) a spanyolországi Teruel egyik 16. századi műemléke.

## Története
A 16. században jelentős gondot okozott Teruel vízellátása. A megoldás érdekében 1537-ben kezdték el megépíteni ezt a vezetéket, amellyel a Teruel és Valdecebro közötti útnak nagyjából a felénél található Peña del Macho forrásának vizét kívánták bevezetni a városba. A magas költségek miatt azonban az építkezés félbeszakadt, és csak 1551-ben indult újra, miután az önkormányzat megbízta Quinto Pierres Vedel építészmérnököt a folytatással. Ezúttal a munkák már jól haladtak, és 1552-re el is készült a forrástól az El Carrelig tartó szakasz, de még hiányzott többek között a városközpontban található mély völgy áthidalása is. Az itteni, ma is leglátványosabb rész építése 1554-ben fejeződött be. Végül a teljes vezetéket 1558-ban helyezték üzembe.
A fő forráson kívül 1554 után további három víznyerőhelyet kapcsoltak rá a vezetékre, méghozzá Hernando de Aragón zaragozai érsek követelése alapján, aki arra hivatkozva kérte ezt, hogy az eredeti, a terueli papság által finanszírozott építés határidejét ők kegyesen meghosszabbították.
A későbbi évszázadokban a vezeték folyamatos karbantartásokat, javításokat igényelt. A legnagyobb átépítésre 1866-ban került sor, amikor egy városon kívüli szakaszon az agyagvezetéket fémcsövekre cserélték: igaz, ekkor a nyomvonal részben megváltozott, így az eredeti agyagvezetékek egy része, amelyet ezek után már nem használtak, máig fennmaradt.

## Leírás
A kelet-spanyolországi Teruelben és környékén található építmény a spanyol reneszánsz építészet egyik kiemelkedő alkotása. Maga a vízvezeték több kilométer hosszú, de Los Arcos névvel csak a belvárosban található, látványos, boltíves részt illetik.
A vízvezeték a változatos domborzat miatt hol földalatti járatokban, hol a felszín fölött vezet, a nagyobb árkokat, völgyeket pedig boltíves építményekkel hidalták át. A városközpontban található Los Arcos kétszintes, az alsó szinten kettő, a fölsőn hat boltíves nyílás található.

## Képek

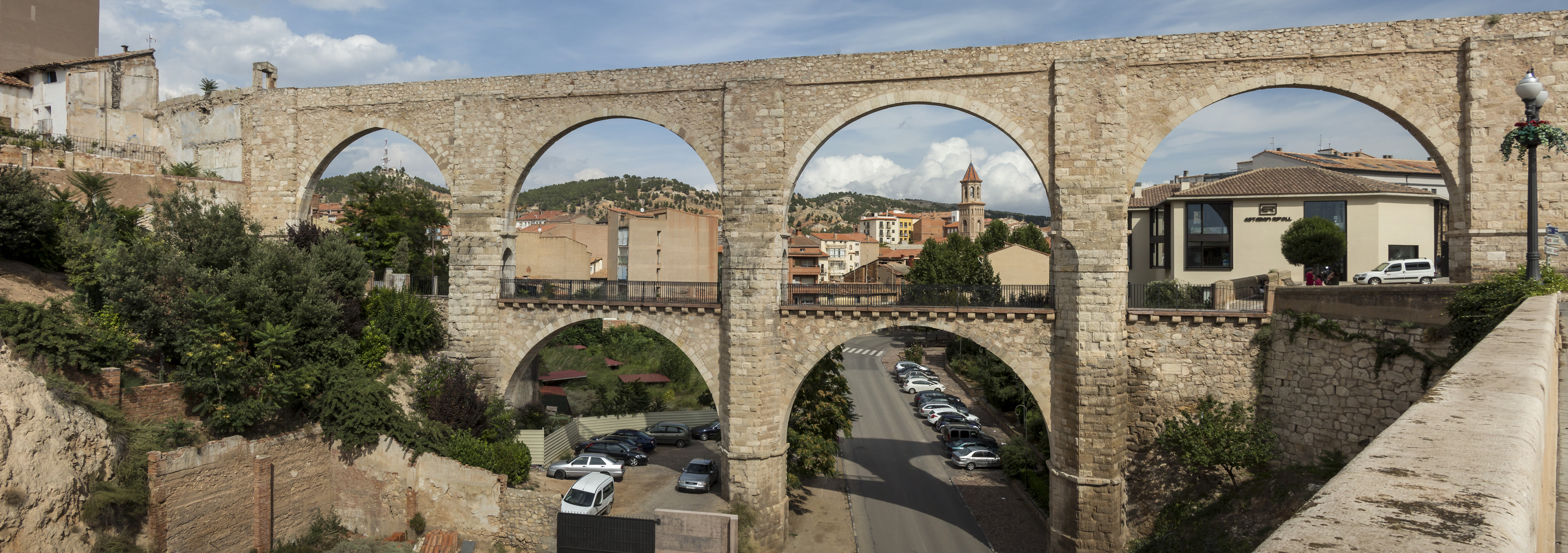
Panorámakép
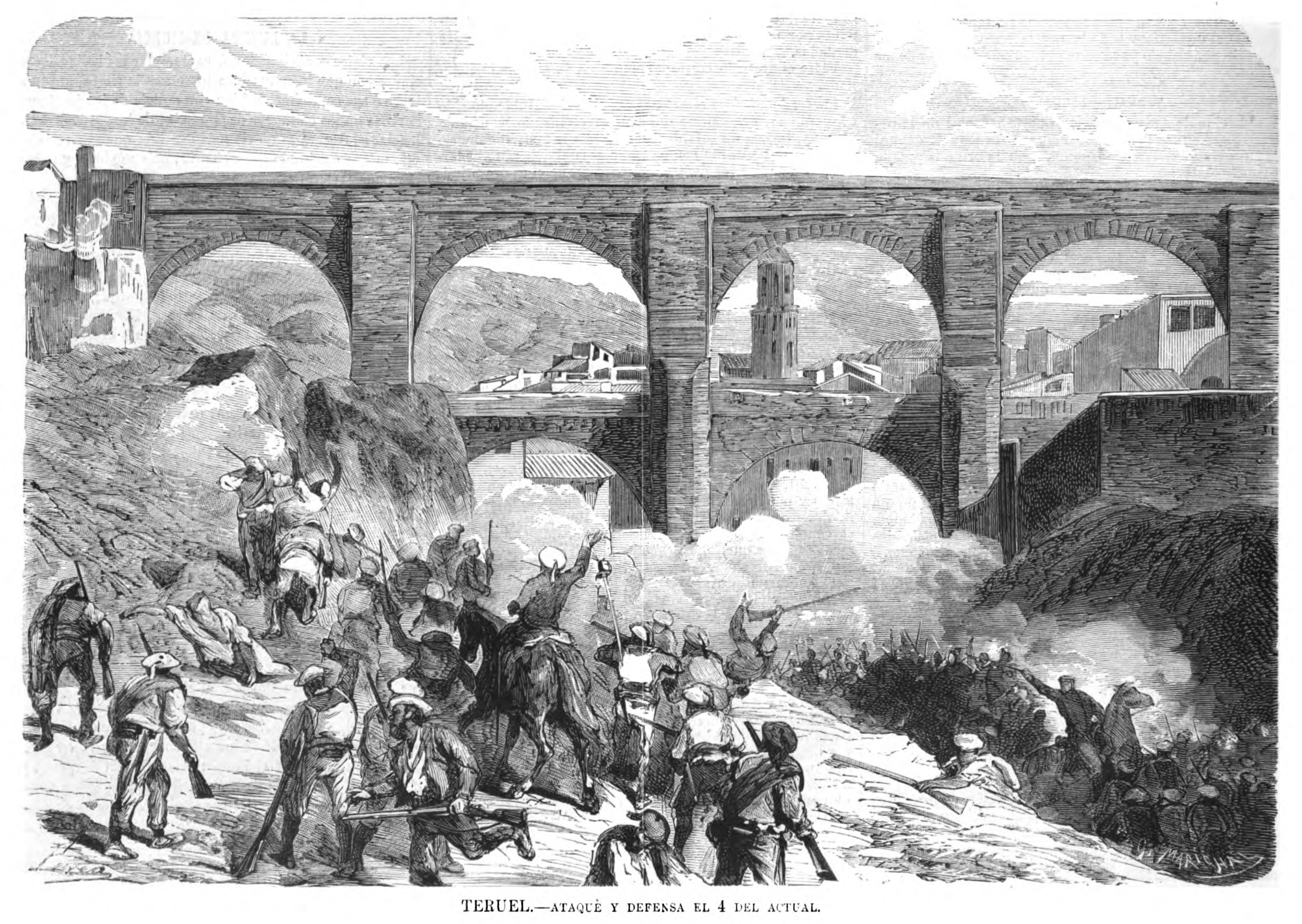
Egy 1874-ben megjelent ábrázoláson
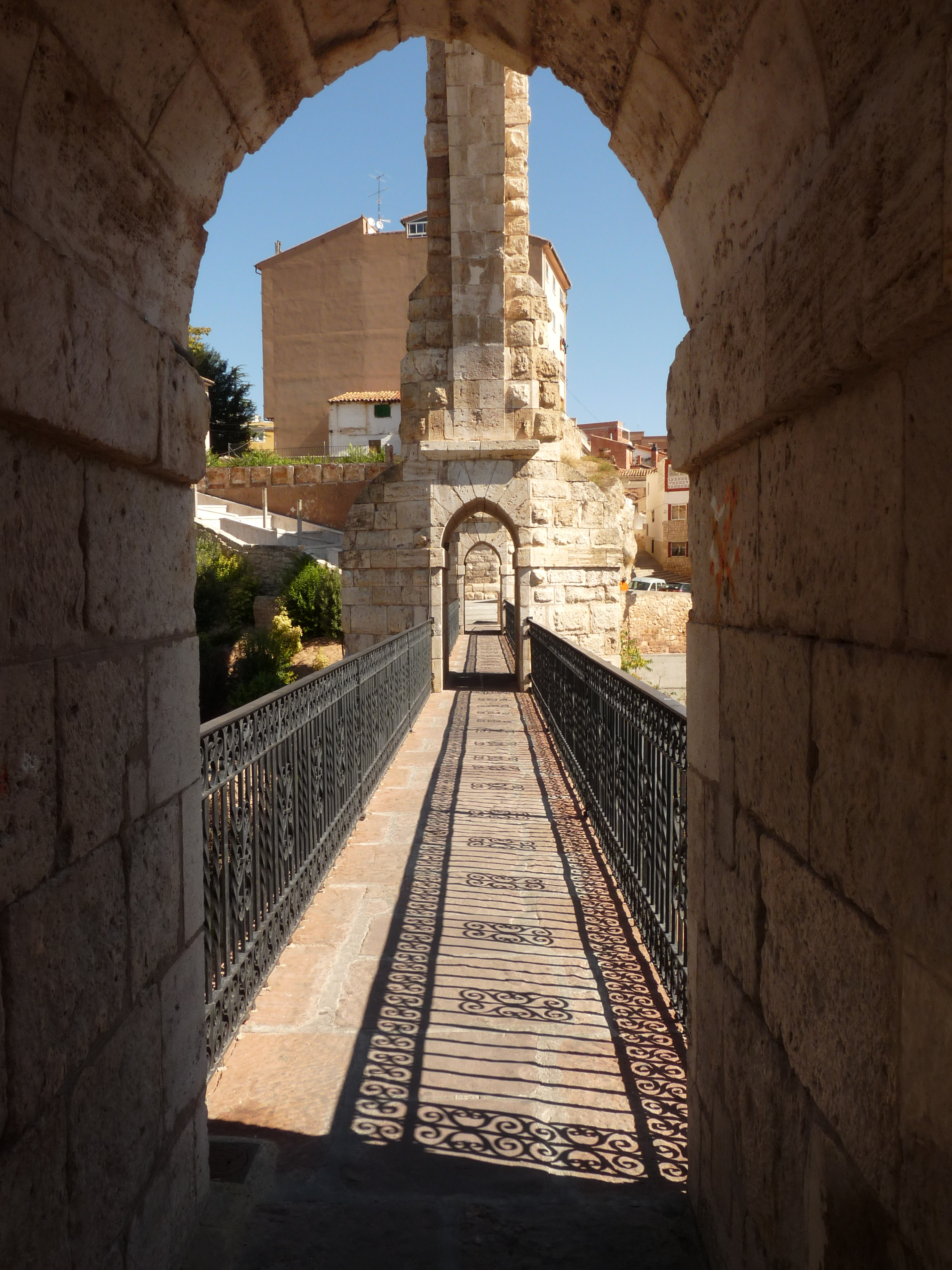
Hosszában
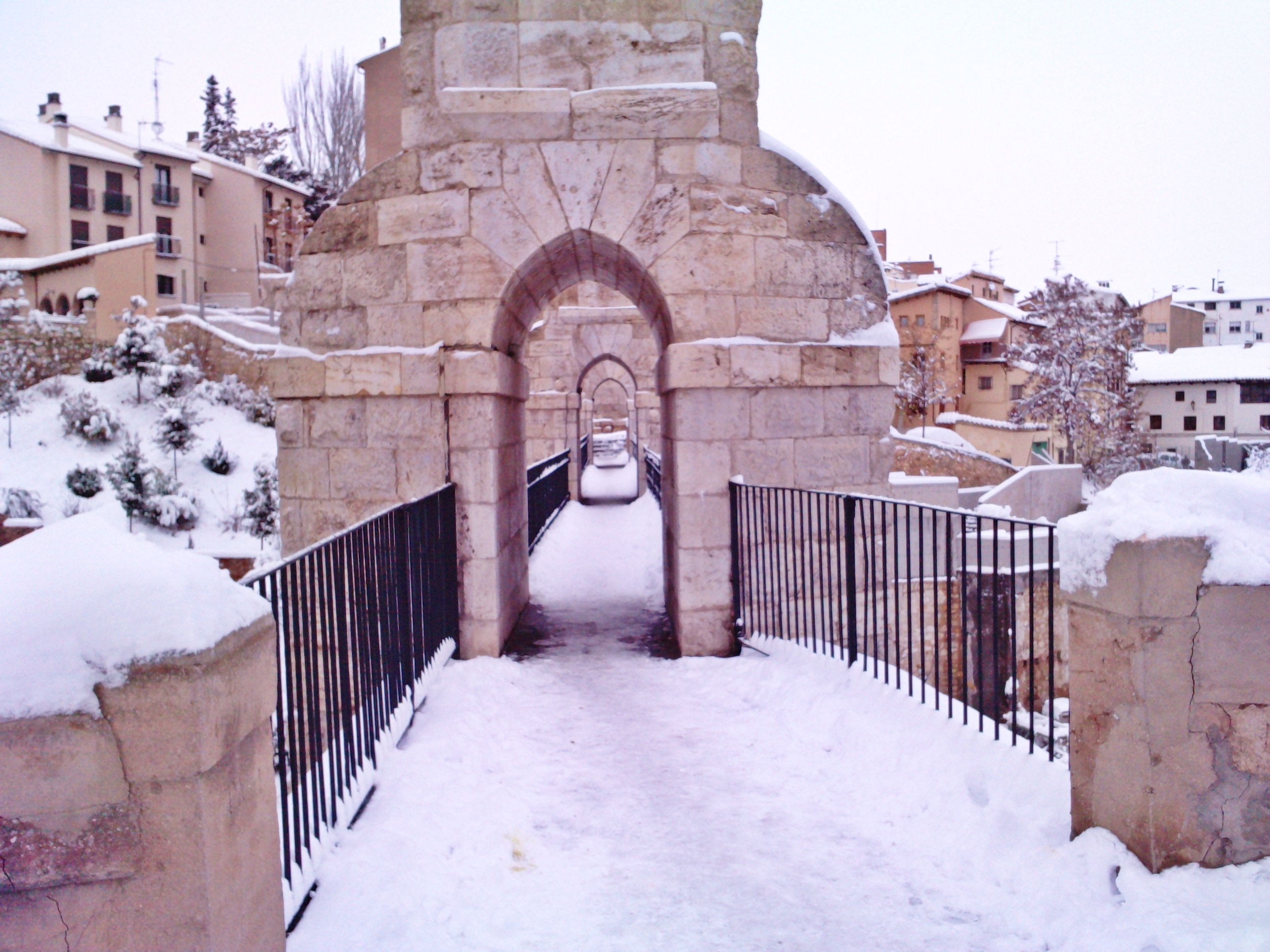
Téli, havas kép